# Monumento a Andrés Bello
El monumento a Andrés Bello es una estatua de mármol de Carrara ubicada en el patio poniente de la Casa Central de la Universidad de Chile, en el centro de la ciudad de Santiago, Chile. Obra del escultor Nicanor Plaza, fue inaugurado el 27 de noviembre de 1881 en homenaje al centenario del nacimiento de Bello, primer rector de la Universidad de Chile.
El monumento fue erigido por suscripción popular, con la ayuda de la venta de un libro publicado por la Academia de Bellas Letras denominado Suscrición de la Academia de Bellas Letras a la estatua de Don Andrés Bello, en 1874, que reunía textos de varios miembros de la academia. La obra de Nicanor Plaza tomó como base un modelo de yeso que el escultor trajo en 1875 de su segundo viaje a Francia, y representa a Andrés Bello sentado en un sillón con un libro en su mano izquierda, con su cabeza levemente inclinada en actitud de reflexión. Cuenta con una altura de dos metros y medio, con un pedestal de tres metros de alto.
Fue inaugurada en 1881 en los jardines ubicados al frente del edificio del Congreso Nacional por calle Catedral, lugar donde había vivido Andrés Bello. En 1884 el monumento fue trasladado al frente edificio del Consulado en calle Compañía, y en 1931 cambió su ubicación a la avenida Libertador General Bernardo O'Higgins frente a la Casa Central de la Universidad de Chile. En 1974, y por motivos de conservación, el monumento fue llevado al interior del edificio, mientras que en la Alameda el escultor Samuel Román realizó una copia en bronce.